# Escuela polifónica aragonesa
La escuela polifónica aragonesa o escuela aragonesa de música polifónica se refiere a un conjunto de compositores de música polifónica que estuvieron activos en Aragón durante desde mediados del siglo XVI y principios del XVII.

## Historia
Desde por lo menos el siglo XV, la mayoría de los centros religiosos importantes en España, como catedrales, colegiatas y monasterios, contaban con coros que embellecían las misas. A partir del siglo XVI, estos centros comenzaron a destacar por la presencia de maestros de capilla, compositores innovadores y dotados, que formaron parte de tres escuelas de música polifónica principales en España: la andaluza, la castellana y la catalana. Estas se unieron a dos escuelas menores, la valenciana y la aragonesa, todas ellas dentro del contexto de una escuela de polifonía escuela de polifonía española o ibérica, caracterizada por sus propias singularidades que las distinguían de las halladas más allá de los Pirineos.
En el siglo XVI, se produjo un cambio significativo en la dirección del coro de música en las catedrales españolas, con la unificación de los cargos de precentor, que dirigía el coro de música, y magister cantus, el maestro de canto, en el de maestro de capilla. En Aragón, esta figura emergente comenzó a destacar en varios centros religiosos importantes, como la Catedral de Huesca, donde comienza la andanza de los maestros de capilla a partir de 1535 con Antonio de Viant y en la de Zaragoza en 1546 con Pedro de Apiés.
Durante la segunda mitad del siglo XVI, las capillas de música aragonesas se consolidaron como los centros principales de producción y consumo musical en España. Las catedrales más prominentes, especialmente la Seo y el Pilar en Zaragoza, junto con otras como Albarracín, Barbastro, Huesca, Jaca, Tarazona y Teruel, se convirtieron en los principales escenarios para las celebraciones musicales de mayor elegancia. Estas instituciones contaban con mejores recursos y podían atraer a los maestros más prestigiosos y a músicos experimentados, lo que resultó en actuaciones de gran sofisticación musical. En contraste, las colegiatas también desempeñaron un papel importante en la producción y difusión de la música polifónica, especialmente aquellas situadas en lugares como Borja, Daroca y Calatayud. Sin embargo, aunque estas instituciones contaban con medios significativos, no alcanzaron el nivel de esplendor musical que caracterizaba a las catedrales más importantes.

## Miembros
El primer maestro que se puede atribuir a esta escuela es Juan García Basurto (1477–1547), cantor en la Catedral de Tarazona, para pasar posteriormente al magisterio del Pilar, para acabar como maestro de capilla de la Capilla Real de Felipe II. Pero la figura más importante de la escuela será Melchor Robledo (1510–1586), maestro de capilla del Pilar y más tarde de La Seo, que posiblemente cantó en Roma, en la Capilla Sixtina. Robledo tiene el honor de ser incluido entre los compositores del renombre de Josquin, Morales, Victoria o Palestrina. Su reputación llegaba a Italia y sus composiciones seguían tocándose en La Seo en el siglo XIX. Se han conservado numerosas obras suyas repartidas por catedrales de toda España.
Otro de los grandes representantes de la escuela aragonesa fue el organista de La Seo, Sebastián Aguilera de Heredia (1561-1627), del que se han conservado una serie de motetes. Sus magníficats, publicados en su Canticum Beatissimae Virginis Deiprae Mariae, a cuatro, cinco, seis y ocho voces, muestran el típico trabajo español del fabordón, con una profunda religiosidad y austeridad técnica. También a caballo entre los siglos XVI y XVII, está Pedro Ruimonte (1565-1627), que aunque posiblemente se formó con Melchor Robledo en las clases públicas que daba en La Seo, no fue maestro en ningún centro religioso, sino que fue maestro de capilla de la capilla de música del archiduque Alberto y la princesa Clara Eugenia en Flandes, donde publicó varios libros con sus obras.
Otros miembros de menor relieve fueron Nicasio Zorita (1545-1593), maestro de capilla en la Catedral de Tarragona, conocido por su colección de 32 motetes; Antonio de Viant (fl. 1535-1539); Juan de Olorón (fl. 1545-1570); Francisco de Silos (1555-1636); Felipe Baltasar (1569-1631); Martín de Tiebas (fl. 1586-1601); Juan Arnalte (fl. 1572-1611); Pedro Ferrer; Juan Blas de Castro (1561-1631); Miguel López (1669-1723), ya muy tardío. Finalmente también se suele contar a Miguel Navarro (1563-1627) en la escuela aragonesa, a pesar de que probablemente se formó en Pamplona.